# بيل غاردينر
بيل غاردينر (بالإنجليزية: Bill Gardiner)‏ هو لاعب اتحاد الرغبي أسترالي، ولد في 2 مارس 1929 في Fennell Bay, New South Wales ‏ في أستراليا، وتوفي في 9 أكتوبر 2012.